# Sobha
Sobha (em árabe: صبحة) é uma cidade e comuna localizada na província de Chlef, Argélia. Segundo o censo de 2008, a população total da cidade era de 34 455 habitantes.